# Bobby Deerfield
Bobby Deerfield este un film din 1977 bazat pe romanul Cerul nu iartă pe nimeni (Der Himmel kennt keine Günstlinge) de Erich Maria Remarque și îl are pe Al Pacino în rolul protagonistului.
Ecranizarea evocă biografia romanțată a pilotului de Formula 1 Bobby Deerfield, al cărui succes pe circuitele de curse este umbrit de o tragică poveste de dragoste.
Venit din America în Europa unde avea să devină faimos, Bobby Deerfield (Al Pacino), un tip dur și învățat să înfrunte moartea, se îndrăgostește nebunește de Lilian Morelli (Marthe Keller), o enigmatică și rafinată aristocrată care îi va arată ce înseamnă viața. Din păcate, frumusețea și bunătatea ei ascund un secret dureros. Ea suferă de o boală incurabilă, spre disperarea lui Bobby. Tragicul destin al lui Lilian se va repercuta asupra pilotului, a cărui involuție sportivă va fi dublată de o cădere pe plan psihic.
"Bobby Deerfield este povestea unui campion de curse de automobil, un pic laș, un pic blazat și aiurit. Viața sa se schimbă atunci când o întâlnește pe Lilian, fata condamnată să moară de leucemie. Povestea se constituie ca o vibrantă lecție de viață." - Dictionnaire des films - 1995 (Larousse)

## Premii și nominalizări
- Nominalizat în 1978 la Premiul Globul de Aur pentru cel mai bun actor (dramă) - Al Pacino

## Vezi și
- Listă de filme străine până în 1989